# ゲオルク・フォラートゥーン
ゲオルク・フォラートゥーン（ドイツ語: Georg Vollerthun, *1876年9月29日 フュルステナウ（現ポーランド領クミェチン） – †1945年9月15日 ベルリン近郊シュトラウスベルク）は、ドイツの作曲家・指揮者・教育者・右翼思想家。

## 略歴
大地主の家庭に生まれ、ベルリンのシュテルン音楽院にてフリードリヒ・ゲルンスハイムとローベルト・ラーデケに師事。1899年から1905年まで、プラハやベルリン、バルメン、マインツで劇場の楽長として契約を結ぶ。2年間のパリ逗留を経て、1910年よりホルシュタインのバート・ブラムシュテットに、1922年からはシュトラウスベルクに暮らした。
1919年から1922年までドイツ人民党に入党している。1931年9月には、国家社会主義ドイツ労働者党より党員番号666098番を付与され、オーバーバルニム郡でナチスの音楽部局長を務めた。ドイツ文化闘争同盟においては、1932年より、専門分野の指導者としてオペラの責任者を務めている。フォラートゥーンは、ナチスの時代を通して国家体制に最も優遇された作曲家の一人であった。1933年11月1日より。ベルリン高等音楽学校の声楽教授に就任し、エリーザベト・シュヴァルツコップらを養成している。1934年には帝国音楽院内部の「ドイツ作曲家階級大評議会」の一員となるも、1936年に「風俗犯罪に関する規範」に違犯したかどで強制的に公務を解かれ、フォラートゥーンの作品は第三帝国放送局から拒否された。中でも同年12月17日の放送ボイコットは、宣伝相ヨーゼフ・ゲッベルスの提起によるものだった。 
1938年には、アグネス・ミーゲルのテクストによる《ドイツの歌芝居（Deutsches Liederspiel）》が初演され、1942年には、侯妃ルイーゼの祈願行列に関するオペラ《王者の犠牲（Das königliche Opfer）》の初演が行われた。このオペラは「プロイセン国民の最大の屈辱にして不名誉である」として、大管区指導者のエーリヒ・コッホによって、とりわけ東プロイセンにおいて上演が禁止された。

## 主要作品一覧
舞台音楽以外にカンタータやリートを手懸けている。

### 舞台音楽
- 2幕の楽劇《ヴェーダ（Veeda. Musikdrama in 2 Aufzügen）》作品12 （作曲：1916年、台本：ゲオルク・キーザウ、初演：1916年カッセル
- 3幕の音楽悲劇《アイスランドのサーガ（Island-Saga. Musiktragödie in 3 Aufzügen）》作品18（作曲：1925年、台本：ベルタ・ティーアシュ、初演：1925年1月17日バイエルン国立歌劇場）
- 3場5景の喜歌劇《ただ働きの伍長（Der Freikorporal. Heitere Oper in 3 Akten (5 Bildern)）》作品21、作曲：1931、台本：ルドルフ・ローター、原作：グスタフ・フライターク、初演：1931年11月10日ハノーファー）
- 3場4景の歌劇《王者の犠牲（Das königliche Opfer. Oper in 3 Akten (4 Bildern)）》作品35、作曲：1942年、台本：オズヴァルト・シェンク、初演：1942年ハノーファー）
- 王の小姓（Des Königs Page） （台本：オズヴァルト・シュレンク、原作：コンラート・フェルディナント・マイヤー、未上演）